# Timbé (Costa d'Avorio)
Timbé è una città e sottoprefettura della Costa d'Avorio appartenente al dipartimento di Katiola. Conta una popolazione di 11 307 abitanti (censimento 2014).